# Manuel António Machado
Manuel António Machado, noto semplicemente come Machado (Luanda, 24 dicembre 1985), è un ex calciatore angolano, di ruolo difensore.

## Carriera

### Nazionale
Ha esordito con la Nazionale angolana nel 2007. Ha preso parte alla Coppa d'Africa 2008.